# Ivanić-Grad
Ivanić-Grad je grad u središnjoj Hrvatskoj. Nalazi se u Zagrebačkoj županiji. Po popisu iz 2011. godine u gradu je živjelo 14 548 stanovnika. 

## Imena u povijesnim izvorima
U izvorima na mađarskom jeziku, Ivanić-Grad se naziva Ivanicsvár.

## Gradska naselja
Ivanić-Grad se sastoji od 19 naselja: Caginec, Deanovec, Derežani, Graberje Ivanićko, Greda Breška, Ivanić-Grad, Lepšić, Lijevi Dubrovčak, Opatinec, Posavski Bregi, Prečno, Prerovec, Šemovec Breški, Šumećani, Tarno, Topolje, Trebovec, Zaklepica, Zelina Breška.
Samo naselje Ivanić-Grad se sastoji od 8 gradskih četvrti: Centar Ivanić-Grad, Donja Poljana, Donji Šarampov, Gornja Poljana, Gornji Šarampov, Jalševec, Lonja i Prkos.

## Zemljopis
Grad Ivanić-Grad obuhvaća orijentaciono područje dimenzija prosječne dužine u smjeru sjever-jug od oko 25,5 km, te prosječne širine u smjeru istok-zapad od 12,0 km (srednji dio), do max. 21,0 km (sjeverni dio). Ukupna površina iznosi 173,57 km2 (17.357 ha).
Prema svom prostornom položaju u granicama Zagrebačke županije Grad Ivanić-Grad zauzima područje njezinog jugoistočnog dijela, pri čemu svojim južnim rubom graniči sa Sisačko-moslavačkom županijom, a manjim dijelom sjeveroistočne granice prislanja se uz Bjelovarsko-bilogorsku županiju.
Grad Ivanić-Grad se smjestio uz rijeku Lonju, u zapadnoj Moslavini, na 103 metara nadmorske visine, uz magistralnu prometnicu (autocestu A3) Zagreb - Lipovac, državnu cestu (D-43) Bjelovar - Ivanić-Grad, te regionalnu prometnicu i željezničku prometnicu Zagreb - Vinkovci.

## Stanovništvo
Prema popisu stanovnika iz 2011. godine Grad ima 14 548 stanovika, od toga u naselju Ivanić-Grad 9 379 stanovnika.
| broj stanovnika | 8401  | 8569  | 8794  | 10039 | 10701 | 11198 | 10724 | 10810 | 10168 | 10969 | 11274 | 12112 | 12859 | 13494 | 14723 | 14548 | 12982 |
|                 | 1857. | 1869. | 1880. | 1890. | 1900. | 1910. | 1921. | 1931. | 1948. | 1953. | 1961. | 1971. | 1981. | 1991. | 2001. | 2011. | 2021. |

| broj stanovnika | 1739  | 1829  | 2039  | 2361  | 2519  | 2640  | 2591  | 2600  | 2386  | 2678  | 3364  | 5065  | 6286  | 7104  | 7714  | 9379  | 8452  |
|                 | 1857. | 1869. | 1880. | 1890. | 1900. | 1910. | 1921. | 1931. | 1948. | 1953. | 1961. | 1971. | 1981. | 1991. | 2001. | 2011. | 2021. |

## Povijest

### Ranija povijest do 16. stoljeća
O naseljenosti današnjeg Ivanić-Grada u najranijem povijesnom periodu za sada ne postoje nikakvi materijalni dokaza. Može se pretpostaviti da će arheološka istraživanja potvrditi postojanje ranijih civilizacija, pogotovo rimske, jer je ovim područjem prolazila rimska cesta od Andautoniae prema Mursi.
Za razdoblje ranoga srednjeg vijeka također nedostaju povijesni izvori i materijalni ostaci sve do 12. i 13. stoljeća. U povijesnim je ispravama iz 12. stoljeća zapisano da je ugarski kralj Ladislav darovao zagrebačkoj biskupiji posjed Dubravu prilikom osnivanja zagrebačke biskupije godine 1094. U sklopu toga je posjeda i župe najvjerojatnije od početka bio i ivanićki kraj. Granice tog posjeda zvanog Dubrava poznate su tek od početka 13. stoljeća, a obuhvaćale su današnje ivanićko područje osim dijela uz rijeku Savu. Taj je naime dio pripadao posjedu i župi Moslavina. Radi lakšega upravljanja biskupi kasnije odvajaju od dubravske župe dio područja, te osnivaju ivanićku župu sa sjedištem posjeda i župe u Kloštar Ivaniću. Ta se župa prvi put spominje godine 1334.,  a najvjerojatnije je osnovana ranije. Naime pretpostavlja se da je na tom mjestu još u 13. stoljeću zagrebački biskup Stjepan II Babonić sagradio prvu drvenu kuriju ili utvrdu, al tek u prvoj polovici 14. stoljeća biskup Ladislav de Kobol gradi tvrdi grad, “castrum novum” zbog višegodišnjeg rata s buntovnicima protiv crkvene desetine. Područje biskupskoga posjeda Ivanić, u mnogim dokumentima kasnijih stoljeća nazivano "Otok Ivanić" (danas područje Ivanić-Grada, Križa i Kloštar Ivanića) dobro se razvijalo, čemu je pogodovalo i plodno tlo nastalo krčenjem šuma koje su u srednjem vijeku pokrivale veliki dio područja. Osim poljodjelstvom stanovništvo se najviše bavilo svinjogojstvom, a u brežuljkastom dijelu u manjoj mjeri i vinogradarstvom. Zemlju su obrađivali u najvećem broju zavisni kmetovi, te povlašteniji predijalci. Razvoju je pogodovala i cesta koja je prolazila ovim područjem i povezivala Čazmu, Dubravu i Ivanić s panonskom cestom uz Savu. Sve to pogoduje razvoju naselja. Iako se za većinu naselja ne zna točno vrijeme nastanka, za neka se naselja ipak pouzdano zna da su nastala u predturskom razdoblju (Jalševec Breški, Poljana Breška, Ivanić-Grad).

### Turska osvajanja i razvoj Ivanić tvrđe
Turska osvajanja u prvoj polovici 16.st. iz temelja su promijenila razvoj ovoga područja. Kao i drugdje, stanovništvo napušta naselja i pred turskom se opasnošću iseljava u sigurnije zapadne krajeve. Turska pljačkanja te iseljavanje stanovništva naročito su pojačana padom susjednih utvrda Čazme i Moslavine. Obranu svoga posjeda od početka turskih nadiranja organizirali su zagrebački biskupi, ali zbog nedostatka ljudstva i sredstava, organizacija obrane prelazi u nadležnost krajiške vojne vlasti koja se postepeno stvarala. Tako je i područje Ivanića uklopljeno u tu novu krajišku organizaciju (Slavonska krajina). U novim okolnostima važnu ulogu obrane ostatka Hrvatske ima Ivanić, koji, nakon što je Krajina podijeljena na kapetanije, postaje sjedištem jedne od njih. 
U drugoj polovini 16. stoljeća područje je izloženo stalnim turskim pohodima, te se zbog strateške važnosti ovoga položaja gradi u Ivaniću nova utvrda, jer stara biskupska utvrda, iako često popravljana i nadograđivana, nije zadovoljavala obrambene potrebe.
Izgled nove utvrde dokumentiran je u projektima njezine obnove potkraj 16. stoljeća. Na nacrtima graditelja Alexandera Pasqualinija iz godine 1597. – 1598. ucrtan je i obris dotadašnjeg drvenog kaštela, jednostavnog pravokutnika s manjim istacima na uglovima. Kaštel je bio utvrđen bedemima od nabijene zemlje i okružen kanalom, ispunjenim vodom iz rijeke Lonje. Prvi i drugi Pasqualinijev nacrt prikazuju utvrdu približno iste veličine kao zatečeni kaštel, no u trećem su njezine dimenzije gotovo dvostruko veće, kvadratnog je oblika, s bastionima na uglovima. Po tom je projektu utvrda i izvedena, što se vidi na kasnijim Stierovim nacrtima iz 17. stoljeća.
Fortifikacija je služila za smještaj vojnog garnizona i ratne opreme. Zbog oskudnosti raspoložive povijesne dokumentacije i nedostatka arheoloških nalaza nema puno pouzdanih podataka o izgledu tvrđave i pojedinih građevina unutar nje. Zna se da je od druge polovice 17. stoljeća u tvrđavi postojala drvena kapela sv. Ivana Kapistrana (odnosno kapela sv. Petra), te velika carska vojarna, koja je imala prizemlje građeno od opeke, drveni kat, šiljati krov i onizak toranj.
U prizemlju vojarne 1750. otvorena je prva pučka škola kao “Komunitetna pučka škola”, koja je tu bila smještena do 1797. godine, kada je preseljena u posebnu školsku zgradu, sagrađenu u podnožju brežuljka Prkos. Među ostalim građevinama unutar tvrđave u izvorima se još spominju dvije oružarnice i glavna vojna straža.
Za turske je opasnosti ivanićka tvrđava bila jedna od najznačajnijih u obrani preostaloga slobodnog dijela Hrvatske.

### Trgovište Ivanić
Nakon što opasnost od Turaka, nakon dva stoljeća života u strahu, prestaje, tvrđava u Ivaniću ostaje ratna i vojna baza krajiške vojske. Prestankom ratne opasnosti, Ivanić dobiva nove mogućnosti gospodarskog i društvenog razvoja. U 17. stoljeću, 1660. godine, od Leopolda Habsburga, građani Ivanića dobili su svečanu kraljevsku povelju u kojoj su bile popisane i spomenute sve ranije povelje s pravima i povlasticama, što je potvrđeno „tajnim visećim pečatom“.
Iz istog vremena imamo i povijesno svjedočanstvo o upotrebi pečata slobodnog trgovišta Ivanić-Grada. Pečat je bio okrugao s prikazanom kulom od tesanog kamena u sredini. Kula je postavljena na proširenom temelju, a završava kruništem. Vrata na kuli su otvorena. Pored kule se, s obje strane, nalaze po tri stabljike rascvjetanog ljiljana, dok je uz vanjski rub pečata latinski natpis „S COMMUNIT TATIS DE IVANICH“ (pečat općine Ivanić). Sadržaj grba mogao bi biti u uskoj vezi s položajem na močvarnom području, dok je kula vjerojatno simbol obrambenog značaja renesansne tvrđave koja je zaista bila neosvojena točka obrane u najkritičnijim godinama turskih osvajanja.
U 18. stoljeću Ivanić je bio direktno pod komandom Varaždinskog generalata kao slobodna vojna općina. Istovremeno su zbog unaprijeđenja trgovine, obrta i gospodarstva građani stekli  pravo vlasništva nad pokretnim i nepokretnim imetkom, a sudstvo je uređeno prema austrijskim građanskim, ali ne i vojnim zakonima. Poglavarstvo se sastojalo od gradskog načelnika, suca, upravnika, liječnika, pisara te dvorskih stražara. Uređenoj novoj gradskoj upravi dodijeljen je novi gradski grb i pečat s njemačkim natpisom „K : K : MILITÄR-COMMUNITÄT FESTUNG IVANIĆ“ (Carsko-kraljevska općina Ivanić). Natpis je u 19. stoljeću promijenjen na hrvatski jezik – „POGLAVARSTVO GRADA IVANIĆ TVRDJE“, te taj grb i danas krasi Gradsku vijećnicu.
Ivanić je imao miran gospodarski razvoj unutar krajiških granica i pretvorio se u snažan obrtnički centar, nadaleko poznato trgovište. Poslije turskih osvajanja posve su zapušteni obrambeni nasipi, a jarci s vodom postaju žarišta malarije. Zatrpavanje jaraka započinje godine 1827. i traje više desetljeća. Na prostoru nekadašnjih nasipa uređen je prvi vrt i perivoj uz ondašnju zgradu pučke škole, što je začetak vrtne umjetnosti na ovome području. Godine 1805. osnovana je u Ivaniću župa sv. Petra. Na ozelenjenom platou nekadašnje tvrđave u 19. stoljeću grade se nova župna crkva, 1831. godine, te nova zgrada škole, 1861. godine. Kroz gotovo dva stoljeća mirnog gospodarskog razvoja unutar krajiških granica Ivanić-Grad je postao jedna od najbogatijih gradskih općina. Razvio se u snažan obrtnički centar, nadaleko poznato trgovište i tržište za krajiške vojne potrebe.
Cehovska škrinja ivanić-gradskih obrtnika izrađena je godine 1827., nakon što je carsko-kraljevska kancelarija cara Franje I. u cehu okupljenim majstorima s posjeda Poljana 11. kolovoza 1826. izdala listinu cehovskih pravila, pisanu na latinskom jeziku, kojom se svim „ceh-meštrima“ sa šireg područja današnjeg Ivanić-Grada omogućuje legitiman rad prema pravilnicima, pod zaštitom i nadzorom bečkoga dvora i njegovih područnih ureda.
U listini su navedena obrtnička zanimanja čiji su majstori u vrijeme oko 1825. živjeli  na području Poljane te su, kao članovi cehovskog udruženja, zatražili izdavanje ovog visokog državnog dokumenta. Tako se poimence spominju LONČARI (Figuli), ČIZMARI (Cothurnarii),  KROJAČI (Sartores), KOVAČI (Fabri-Ferrarii), KLOBUČARI (Pileatores), REMENARI (Lorarii), BAČVARI (Vietores)  i  OBUĆARI (Sutores). Sama listina sadrži 49 članaka, podijeljenih na nekoliko poglavlja, kojima se vrlo precizno određuju propisi djelovanja ceha, počevši od postupanja s novacima (De Tyronibus – čl. 1-9), opširno su predstavljena pravila članova (De Sodalibus – čl. 10-20), dok o majstorima govore čak dva poglavlja od kojih je prvo općenito (De Magisterio in Genere – čl. 21-28), dok je drugo posvećeno obvezama majstora (De Obligationibus Magistrorum – čl. 29-35).
Ivanić se postupno pretvorio se u snažan obrtnički centar, nadaleko poznato trgovište. Ivanićki obrtnici proizvode gotovo sve potrebne sajamske robe.
„U Ivanić-Gradu se već početkom 19. stoljeća proizvodilo oko 20.000 lonaca i raznog zemljanog posuđa, oko 3.000 lakata srednje finog i oko 4.500 lakata grubog platna. Prema jednom popisu u Ivanić-Gradu nalazio se velik broj različitih obrtnika: 1 kolar, 1 bačvar, 2 tesara, 2 stolara, 7 kovača, 2 nožara, 9 bravara, 1 tkalac, 45 njemačkih krojača, 5 slavonskih gumbara, 1 klobučar, 7 postolara, 22 čizmara, 1 sedlar, 2 pekara, 1 kolačar, 2 mesara, 1 dimnjačar, 2 staklara, 9 lončara, 3 brijača i vlasuljara.
Godine 1803. Ivanić ima 127 obrtnika u 21 različitom zanatu, dok iste godine, npr. Kostajnica ima 108, Glina 81, Ogulin 54, Križevci 136 obrtnika.“ (R. Bićanić, „Doba manufakture u Hrvatskoj i Slavoniji 1750-1860“).
Prema anketnom upitniku iz 1850. godine upućenom svim župama i odgovoru tamošnjeg župnika vidi se da „Kovačah imade u tvrđavi Ivaniću 2, stolarah 5, lončarah 14, opančarah 3, gumbara 1, bravarah 2, tkalacah 1, puškara 1, kolara 2, klobučara 3, krojačah i čizmarah ponajviše, šoštara 3, kerznara 3“. (PKH, Dokumentarna zbirka, inv. br. 21576)
Razdoblje cvjetanja obrta i trgovine u Ivanić-Gradu dobro je opisao povjesničar Đuro Deželić:
„Ivanić-Grad imađaše svoja četiri obrtnička ceha. Za stanovništvo ispod 700 duša bijaše to dosta. Prema cehovskoj uredbi morali su se namirivati razni troškovi: crkveni, pogrebni i drugi, a za to je trebalo novaca. Građani, kojih je bio veći broj istoga obrta kao krojači muški i ženski, pak čohaši i surinaši, sastavljali su svoj ceh, a drugi manjega broja podijeliše se u ostala tri, ili po obrtnoj svezi, ili jer je tako bilo od vajkada određeno. Tako god. 1804. bijahu u „plemenitom“ čizmarskom cehu osim postolara i opančara još kovači, bravari i stolari. Svi su cehovi živjeli jednakim životom; taj je bio različan i šarolik prema tomu kakove su ćudi bili ljudi koji su bili u cehu. Bilo je tu prizora ugodnih i neugodnih, ozbiljnih i šaljivih.“
Posve je jasno da se pored razvijenog obrta i velikog broja zanatlija razvila i razgranala trgovina. Ivanić-Grad je već po tradiciji bio središte obrta i trgovine bliže i šire okolice. Međutim od druge polovice 18. stoljeća i u 19. stoljeću ivanićki trgovci putovali su sa svojom robom sve dalje. Nisu se više ograničavali samo na snabdijevanje krajiške vojske potrebnom robom, već trgovinu proširuju i izvan granica Hrvatske. Prodajom robe tako se širio dobar glas o umijeću domaćih majstora, a predmeti koje su trgovci donosili u Ivanić iz „bijeloga svijeta“ često su nosili pečat života većih srednjoeuropskih gradova i pomalo unosili promjene u svakodnevni život stanovnika tadašnjeg Ivanić-Grada.

### Razdoblje nakon turskih osvajanja do danas
Desetak godina poslije turskih osvajanja posve su zapušteni obrambeni nasipi, a jarci s vodom postaju žarišta malarije. Zatrpavanje jaraka raskopavanjem zemljanih nasipa započinje godine 1827. i traje više desetljeća. Na prostoru nekadašnjih nasipa uređen je prvi vrt i perivoj uz ondašnju zgradu pučke škole, što je začetak vrtne umjetnosti na ovome području. Godine 1805. osnovana je u Ivaniću župa sv. Petra. Na ozelenjenom platou nekadašnje tvrđave u 19. stoljeću grade se nova župna crkva (1831), nova zgrada škole (1861), te zgrada magistrata. 
Car Franjo Josip 8. lipnja 1871. godine potpisao proglas kojim se dokida Varaždinska krajina, a područje njezinih pukovnija pripojeno je građanskoj Hrvatskoj i stavljeno pod vlast hrvatskog bana. Istog dana car Franjo Josip potpisao je i odluku kojom trgovištu daje status i naslov Grada. Stoga se danas toga datuma i slavi dan grada Ivanić-Grada.  Od 1871. godine birao se i načelnik općine.
Gradnjom željezničke pruge potkraj 19. stoljeća grad dobiva nove mogućnosti gospodarskog i društvenog razvitka pa tako postaje snažno obrtničko središte, a općina jedna od najbogatijih na širem području.
Prve pučke škola ("Komunitetna pučka škola") osnovane u Ivanić-Gradu 1750., kasnije se razvila u tzv. trivijalnu školu (učilo se njemački i hrvatski, vjeronauk i račun). Pod nazivom "Građanska čitaonica" 1877. proradila je jedna od najstarijih takvih kulturnih ustanova u Hrvatskoj. U isto vrijeme osnivani su i Pjevačko društvo “Posavac”, Obrtna zadruga, sportska društva Hrvatski sokol i Hrvatski orao, a otvorena je i brzojavna postaja. Od zanimljivosti valja još spomenuti gradnju Gradske vijećnice (Magistrat) 1889., jer je još 1765. Ivanić-Grad postao vojna općina, koja je dotad bila smještena u staroj vojarni. Ovdje je 1892. osnovano i Dobrovoljno vatrogasno društvo, jedno od najstarijih društava u Hrvatskoj. Sačuvana stara jezgra Ivanića ima spomeničku vrijednost.
U prvom desetljeću 20. stoljeća češki vrtlar Viteslav Durchanek na temelju postojećeg školskog vrta uređuje današnji Perivoj Stjepana Posezija.
Gradnjom slobodnostojećih zgrada javne, upravne i stambene namjene u sjevernom i zapadnom dijelu navedenoga prostora u drugoj polovici 20. stoljeća sasvim se zatiru tragovi nekadašnje utvrde.

## Spomenici i znamenitosti

### Crkva sv. Petra
Od 1387. godine postojala je u današnjem Ivanić-Gradu tvrđa u kojoj je bila prva crkvica posvećena sv. Ivanu Krstitelju. Oko te Tvrđe nastalo je naselje-varoš i župa koja je dobila svoje sadašnje ime – župa sv. Petra apostola, Ivanić-Grad. Crkvica Ivana Krstitelja bila je kao i sve druge građevine sagrađena od drveta. Kako se naselje povećavalo, crkvica je postala premalena i zato su je prodali obitelji Rubetić koja je od nje sagradila kuću. Današnja župna crkva sv. Petra apostola smještena je upravo na prostoru nekadašnje utvrde, unutar gradskog perivoja, današnjeg Parka Stjepana Posezija. Sagrađena je godine 1831. Sagrađena je na inicijativu trećeg župnika po redu Ivanić-tvrđe, Ivana Bartolića, a temeljitije obnova provedena početkom 20. stoljeća. Građena je u kasnobaroknoj tradiciji s vidljivim utjecajem klasicizma. Glavno pročelje klasicističkih stilskih karakteristika okomito je raščlanjeno preklopljenim parovima pilastara na tri polja. U središnjem je smješten portal, a u bočnim poljima zaobljene niše sa skulpturama sv. Petra i Pavla. Unutrašnjost je nadsvođena nizom "čeških kapa", odijeljenih pojasnicama koje se nastavljaju na bočne nosače. 1866. godine postavljene su orgulje koje je napravio i postavio Antun Mölzer iz Češke. Generalna obnova orgulja s dodacima elektronika bila je 1991. u izvedbi domaćeg majstora, gospodina Velimira Kostreveca. Godine 1908. započeta je prva obnova crkve prilikom čega je 1909. godine talijanski slikar Leonardo Marotti raskošno figuralno i iluzionistički oslikao zidove i crkveni namještaj. Biblijske teme prikazane su unutar kružnih i pravokutnih polja s polukružnim proširenjima u kombinaciji s prikazima arhitekture i vegetabilnih motiva koji ispunjavaju gotovo sve preostale površine. Crkveni inventar( oltari, ispovjedaonice, lusteri) zajedno s freskama na zidovima, čine cjelovito umjetničko djelo iz razdoblja stilskog eklekticizma.  Zasluge za obnovu i oslikavanje crkve 1908. najvećim dijelom ima nadbiskup zagrebački Juraj Posilović, rodom iz Ivanića. Veći dio novca sam je darovao rodnoj župi, a ostatak su dali župljani, ponajviše obrtnici. Oslikana unutrašnjost crkve obnovljena je 1981. – 1991. i to isključivo darovima župljana na inicijativu župnika Josipa Ćorića. Obnovu je izveo, strogo poštujući original, akademski slikar prof. Vladimir Pavlek, koji je obnavljao đakovačku i zagrebačku katedralu, te Banske dvore. Po sudu stručnjaka, bogata oslikanost unutrašnjosti crkve vrlo je skladan spoj figuracije i dekoracije. Ministarstvo za kulturu Republike Hrvatske izdalo je dekret da je crkva sv. Petra, zbog sveukupnog posebnog interijera, rijetkost u sjevernoj Hrvatskoj i zato je zaštićeno kulturno dobro.

### Kapela sv. Jakova
Kapela sv. Jakova na groblju u Poljani Breškoj spominje se već godine 1770. Današnja je građevina sagrađena 1858. godine i obnavljana 1914. te 2004. godine. Jednobrodna je građevina pravokutnog tlocrta manjih dimenzija i užeg, polukružno zaključenog svetišta sa sakristijom uz svetište i zvonikom nad glavnim pročeljem orijentiranim prema sjeverozapadu. Za oblikovanje eksterijera karakteristično je rizalitno istaknuto središnje polje na bočnim pročeljima, nad kojim je u dvostrešnom krovištu pokrivenom crijepom umetnut poprečni krovni odsječak. Na ravnoj plohi glavnog pročelja središnja os naglašena je pravokutnim otvorom portala omeđenog stubovima koji nose trokutno zabatno polje. Nad njim se nižu okulus i rizalitno istaknut zvonik s piramidalnom limenom kapom, koji podržavaju tri stepenaste konzole povezane lukovima, motiv tipičan za neoromaničku dekoraciju pročelja. Unutrašnji je prostor gotovo kvadratnog oblika, a nadsvođen je travejem kupolastog češkog svoda, kao i svetište, dok je apsida nadsvođena polukupolom. Zanimljiv detalj je kameni reljef nadgrobne ploče s godinom 1648. uzidan u bočnom zidu, a vrijedan inventar crkve čine i barokni glavni oltar sv. Jakova te dva bočna oltara (17. i 18. stoljeća).

### Gradska vijećnica
Stara općinska zgrada (Magistrat, Gradska vijećnica) smještena je uz župnu crkvu, na platou nekadašnje utvrde. Sagrađena je u razdoblju od 1871. do 1889. godine, kada sama utvrda već gubi obrambeni značaj. Sa sigurnošću se može reći da je ova tipska historicistička građevina dijelom podignuta na perimetru tvrđavske zgrade - nekadašnje carske vojarne.
Razlike u građevinskim detaljima dvaju njezinih dijelova (visinska razlika podova na katu, nadsvođene prostorije u prizemlju sjevernoga krila i dr.) mogle bi upućivati na različito vrijeme gradnje. Pročelje je današnji izgled dobilo u radovima početkom 20. stoljeća. Zgrada je očuvala osnovni oblik jednokatnice s visokim četverostrešnim krovom i pravilnim ritmom otvora u prizemlju i na katu. Prostorna organizacija prizemlja i kata većeg južnog dijela građevine, koja se temelji se na prostranom središnjem predvorju s ulazima u većinu prostorija, nije u potpunosti sačuvana s obzirom na pregradnje unutrašnjosti. Uz manje dvorišno krilo najvjerojatnije je postojala vanjska drvena galerija iz koje se ulazilo u prostorije kata, nekad u funkciji zatvora. Krajnja je sjeverna prostorija srušena i na tom je mjestu dograđena nova zgrada, a tom je prilikom umjesto drvenog trijema prizidan hodnik na stupovima od opeke i traverzama na katu. Gotovo sve prostorije južnog dijela građevine imale su drvene oslikane stropove, dok dvije prostorije u prizemlju sjevernog dijela imaju svodove.
Danas je na pročeljima sačuvan samo karakteristični vodoravni razdjelni vijenac (kordon), dok je historicistička dekoracija prozorskih okvira i portala dokumentirana prilikom konzervatorskih istraživanja 1994. Nad ulazom je reljef grba općine Ivanić iz 1889. godine, a lijevo od ulaza postavljana je spomen – ploča znamenitom Ivanićanu Đuri Deželiću.

### Mlin Hubeny
Prvi mlin u Ivaniću izgradio je Josip Hubeny na zemljištu iza stambene kuće kupljene još krajem 19. stoljeća što odgovara vremenu kada je Ivanić bio jedan od važnijih obrtničkih centara u regiji. Vladimir Hubeny, njegov sin, investira u gradnju novog mlina u tridesetim godinama 20. stoljeća, što je bio svojevrsni nastavak obiteljskog obrta. Naime, šire područje Ivanić-Grada do dolaska naftne industrije oduvijek su, u širem smislu, karakterizirale većinom poljoprivredne grane, između ostalog uzgoj žitarica i kukuruza, tako da je pogon za njihovu preradu bio nužna potreba, koja je s obzirom na prerađivane količine i bila isplativa. Mlin je prvenstveno služio stanovništvu šireg gradskog područja, iako mlinove nalazimo i u okolnim mjestima (Kloštar Ivanić, Ivanićko Graberje, Šumećani, Križ).
Uz mlin na imanju Hubenyjevih nalazila se i pilana koja je za Ivanić-Grad imala veći značaj, prvenstveno što se tiče većeg broja zaposlenja građanstva. Nalazila se na mjestu gdje su danas skladišta, postavljena uz građevinu mlina, a dvorište je bilo isprepleteno tračnicama malih vagoneta koji su služili za transport prerađenih dobara. Pilana je također građena u prvoj polovici 20. stoljeća, no više puta je dograđivana i prenamjenjivana. Pilana, kao i mlin, bili su u funkciji do sedamdesetih godina 20. stoljeća.
Mehanizam Hubenyjevog mlina od prvih dana pokretala je električna energija. Prva u Ivaniću električna centrala korištena je za rad mlina, ali je strujom opskrbljivala i dio uže okolice. Tako je na kući obitelji Hubeny, prije ulaska u samo imanje stajao natpis „Prvi hrvatski umjetni motorni mlin, pilana i električna centrala – HUBENY“. Ovdje treba napomenuti da se prvi hrvatski umjetni motorni mlin odnosi na mlin Josipa Hubenyja koji je prethodio ovom mlinu. Električni pogon koji je pokretao i prvi, i ovaj kasniji Hubenyjev mlin nalazio se u zasebnom prostoru izvan zgrade mlina (na mjestu današnjih skladišta). To je bila tzv. mashine haus koja je koristila struju za svoje pokretanje, a onda posljedično i za pokretanje mlina. Električna centrala koja je sve pokretala bila je smještena neposredno uz maschine haus. To je bila električna centrala koja je električnom energijom opskrbljivala područje tadašnjeg Ivanić-Grada od 1913./14. godine pa sve do dolaska električne energije iz Zagrebačke električne centale (ZEC) 1937. godine.
Zlatno doba Hubenyjevog mlina trajalo je otprilike dva desetljeća, jer je nakon završetka Drugog svjetskog rata provedena nacionalizacija čime je mlin dospio u državno vlasništvo. Mlin je nakon toga bio u funkciji do sedamdesetih godina, kada se pokretni dijelovi mlinskog mehanizma i strojevi odvoze u mlin u nedalekom Križu čime je sudbina ove industrijske arhitekture u svojoj primarnoj funkciji završila.

### Ostalo
- Zgrada Magistrata
- Crkva sv. Jakova
- Zgrada Kundek

## Obrazovanje
Ivanić-Grad ima dugu tradiciju školstva. Prva pučka škola osnovana je u Ivanić-Gradu 1750. kao “Komunitetna pučka škola”, koja se kasnije razvila u tzv. trivijalnu školu (učilo se njemački i hrvatski, vjeronauk i račun). Pod nazivom “Građanska čitaonica” 1877. proradila je jedna od najstarijih takvih kulturnih ustanova u Hrvatskoj.

### Osnovne škole
- Osnovna škola Posavski Bregi, Posavski Bregi [5]
- Osnovna škola Đure Deželića, Ivanić-Grad [6]
- Osnovna škola Stjepana Basaričeka, Ivanić-Grad [7]

- Glazbeni odjel Osnovne škole Stjepana Basaričeka (do 2014. godine Osnovna glazbena škola "Milka Trnina" pri Pučkom otvorenom učilištu Ivanić-Grad)

- Osnovna škola Josipa Badalića, Graberje Ivaničko [9]

### Srednje škole
- Srednja škola "Ivan Švear", Ivanić-Grad, najveća srednja škola u Zagrebačkoj županiji [10]

### Visokoškolske ustanove
- Visoka škola Ivanić-Grad [11]

- Preddiplomski studij fizioterapije
- Diplomski studij protetike, ortotike i robotike u fizioterapiji

## Kultura
- Vokalni ansambl "Milka Trnina" (www.vamt.hr)
- Pool Film Festival - međunarodni filmski festival (www.poolfilmfest.com)
- Johannesburg Fest
- KUD „Ivanić“, KUD “Ogranak seljačke sloge“ Posavski Bregi, KUD „Posavec“ Dubrovčak Lijevi/Topolje, KUD „Đuro Kundek“ Caginec
- Muški komorni zbor Posavac
- Amatersko kazalište Janus
- Udruga slobodnih umjetnika „Forma 2000.“
- VIS „Pelister“
- Festival igračaka
- Bučijada
- Žabarski karneval
- PoolSoundSystem
- ŠrkletOVO
- POU Ivanić-Grad
- Muzej Ivanić-Grada
- Obiteljski Radio Ivanić[12]

## Poznate osobe
- Josip Badalić - sveučilišni profesor, književni povjesničar
- Stjepan Basariček - hrvatski pedagog, utemeljitelj teorijske pedagogije u Hrvatskoj
- Andrija Blašković - povjesničar i isusovac
- Đuro Deželić - hrvatski javni djelatnik, pisac i publicist, utemeljitelj hrvatskog vatrogastva
- Stjepan Grgac - športaš, najuspješniji hrvatski biciklist
- Ivo Horvat - pjesnik i leksikograf
- Juraj Krnjević - hrvatski političar i pravnik, jedan od prvaka Hrvatske seljačke stranke
- Đuro Kundek - trgovac, gradonačelnik Ivanić-Grada (1888. – 1901.)
- Josip Lang - zagrebački biskup
- Stjepan Posezi - znameniti učitelj, krajobrazni arhitekt središinjeg ivanićgradskog parka
- Juraj Posilović - zagrebački nadbiskup, prvi dekan Teološkog fakulteta u Zagrebu, veliki promicatelj kulture i znanosti u Hrvata
- Cvjetko Rubetić - kanonik i književnik
- Ivan Švear - svećenik i hrvatski povjesničar, autor prve hrvatske povijesti na hrvatskom jeziku
- Milka Trnina - najveća hrvatska operna umjetnica i jedna od najvećih u povijesti opere
- Ante Kunek - hrvatski domoljub, emigrantski novinar, publicist
- Bruno Zorica Zulu - umirovljeni zapovjednik legendarne bojne Frankopan
- Paula Novina - paraplivačica

## Gospodarstvo
Pokraj grada nalazi se jedinstven izvor ljekovite nafte pa je tu sagrađena bolnica Naftalan. Po ekonomskim pokazateljima, Ivanić-Grad je bio treći grad u bivšoj Jugoslaviji, čak s nadimkom "mali Kuvajt" zbog brojnih nalazišta nafte i plina. U travnju 2019. godine u Ivanić-Gradu započela je izgradnja poduzetničkog inkubatora kojim će se osigurati potrebna infrastruktura za potporu razvoju poduzetništva na području Ivanić-Grada.

## Šport
Stjepan Grgac bio je višestruki prvak države u biciklizmu, a nastupio je i na Tour de Franceu 1936. U njegov spomen od 1971. organizira se godišnja cestovna utrka "Memorijal Stjepan Grgac".
- NK Naftaš Ivanić-Grad- klub je poznat po nogometnoj školi mladih i međunarodnom turniru mladih. Na turniru sudjeluju svi mlađi uzrasti prvoligaških klubova 1. HNL te gosti iz Njemačke, Bosne i Hercegovine, Slovenije i Mađarske.

Osim navedenoga, Športski klub Otok, već deset godina organizira sad već tradicionalni natjecateljsko-humanitarni malonogometni turnir "Sportom protiv droge" Ivanić-kup. Kao uvod navedenom turniru svake godine se održi turnir srednjoškolaca Ivanića i okolice (Zagreb-prsten).
Od 1989. održava se karate turnir Karate kup Mladosti.

## Unutarnje poveznice
- Kulturno-povijesna cjelina Ivanić-Grada, zaštićeno kulturno dobro

## Vanjske poveznice
- Službene stranice Grada Ivanić-Grada
- Urbanistički institut Hrvatske - Grad Ivanić-Grad (Urbanistički plan uređenja)[neaktivna poveznica]
- Turistička zajednica grada Ivanić-Grada
- Društvo prijatelja prirode   Arhivirana inačica izvorne stranice od 11. prosinca 2011. (Wayback Machine)